# Komako Kimura
Komako Kimura (Kumamoto, 29 de julho de 1887 - Nova Iorque, 10 de julho de 1980) foi uma atriz, dançarina, sufragista, diretora de teatro e editora de revistas japonesa, radicada nos Estados Unidos, antes da Segunda Guerra Mundial. Foi uma figura proeminente na grande marcha das mulheres pelo sufrágio em 1915, que reuniu 20 mil pessoas e uma das mais famosas feministas do Japão.

## Biografia
Komako nasceu em Kumamoto, em 1887, em uma tradicional família japonesa, que a educou desde a infância a ser uma esposa perfeita. Ensinou-lhe a ler, recitar poesia, cozinhar, tocar instrumentos de corda e a ser obediente ao marido. Uma das aulas que ela mais gostava era a de atuação no tradicional teatro kabuki. Tendo gosto pela leitura, leu muito material feminista ocidental, como os manifestos de Ellen Key.
Um casamento arranjado foi organizado para ela, quando Komako tinha apenas 14 anos e esperava-se que ela seguisse a tradição. Mas no dia de seu casamento arranjado, Komako saltou da carruagem que a levava para o templo e se escondeu. Ela vendeu o vestido de noiva e com o dinheiro comprou uma passagem de trem para outra cidade, onde conseguiu emprego como dançarina, o que a deixou famosa.

## Carreira
Komako se envolveu com um jovem médico na época e como não se casaram, o relacionamento foi um escândalo. Ela engravidou e deu à luz um menino, que se tornaria repórter e tradutor de um jornal inglês. Além de dançar e atuar, ela também começou a se dedicar à escrita, tendo escrito um livro, e então tornou-se editora de uma revista feminina em Tóquio, Shin shin fujin, a primeira publicação japonesa voltada para os direitos das mulheres, da associação que ajudou a fundar, a "The Real New Women's Association" (Shin Shinfujinkai), com Mitsuko Miyazaki e Fumiko Nishikawa. A publicação foi tão controversa na época que ela foi suspensa. O governo conservador japonês logo começou a acompanhar seus passos e chegou a impedi-la de organizar passeatas pelo sufrágio pelas ruas de Tóquio.
O governo também começou a boicotar os papéis progressistas que Komako começou a interpretar nos teatros da cidade, ordenando que ela começasse a interpretar papéis mais adequados para a sociedade da época, o que ela se negou. Em resposta, ela abriu um teatro, sem cobrança de entrada, para todos os públicos onde atuou, escreveu e dirigiu diversas peças. O governo então a prendeu e mandou-a para julgamento. A justiça, no entanto, não tinha leis para puni-la pelo que vinha fazendo, e Komako se defendeu tão bem das acusações infundadas, que o julgamento ganhou grande notoriedade na imprensa. Era a primeira vez que a palavra "sufrágio" era dita no império e acabou sendo levada para todos os distritos.

## Marcha das Mulheres
Quando viajou para Nova Iorque, em 1917, já era uma atriz bastante conhecida no Japão, tendo interpretado papéis em peças de Shakespeare, mas ela foi para os Estados Unidos para participar da grande marcha pelo sufrágio, além de poder estudar com sufragistas norte-americanas e levantar fundos para continuar a luta feminista no Japão.

## Últimos anos e morte
Komaku e Hideo se estabeleceram nos Estados Unidos, tendo voltado ao Japão algumas vezes. Eles conduziam cerimonias religiosas, além de ensinar japonês e medicina oriental para os norte-americanos. Komaku morreu em 10 de julho de 1980, aos 92 anos.